# Esporte Clube Águia Negra
L'Esporte Clube Águia Negra, noto anche semplicemente come Águia Negra, è una società calcistica brasiliana con sede nella città di Rio Brilhante, nello stato del Mato Grosso do Sul.

## Storia
Il club è stato fondato il 30 maggio 1971.
Nel 2001, l'Águia Negra ha vinto il suo primo titolo, che è stato il Campeonato Sul-Mato-Grossense Série B, dopo aver sconfitto il Coxim in finale.
Nel 2007, il club ha vinto il suo secondo titolo, che è stato il Campionato Sul-Mato-Grossense. L'Águia Negra sconfisse il CENE in finale. Nello stesso anno, il club ha partecipato al Campeonato Brasileiro Série C, dove è stato eliminato alla seconda fase. Ha vinto di nuovo il campionato statale nel 2012.

## Palmarès

### Competizioni statali
- Campionato Sul-Mato-Grossense: 4

2007, 2012, 2019, 2020
- Campeonato Sul-Mato-Grossense Série B: 1

2001

### Altri piazzamenti
- Campionato Sul-Mato-Grossense:

Finalista: 2014